# هنري جونستون
هنري جونستون (بالإنجليزية: Henry Johnston)‏ هو فلاح وسياسي أيرلندي، ولد في 11 نوفمبر 1908، وتوفي في 1991. حزبياً، نشط في فيانا فايل. في الانتخابات العمومية الإيرلندية 1957 ‏، انتخب نائب دييل عن دائرة ميث ‏ وقد انضم خلال فترته النيابية ‏ (22 يوليو 1959 – 1 سبتمبر 1961) للكتلة البرلمانية فيانا فايل.